# فیلکان
فیلکان یکی از نجیب‌زادگان ایرانی در زمان ساسانی و فرماندار میشان بود. او در سال ۶۳۷ در جریان حمله اعراب به ایران کشته شد.